# Іхема
Іхема — озеро, котре розміщене на території двох держав — Руанди, Східна провінція, та Танзанії — східний берег озера є державним кордоном. Знаходиться на природоохоронній території національного парку Акагера. Озеро оточене болотами, пов'язаними з річкою Кагера.
Відкрите 1876 року британським дослідником Генрі Мортоном Стенлі, котрий вирушив на пошуки джерел Нілу та провів ніч на березі Іхеми.

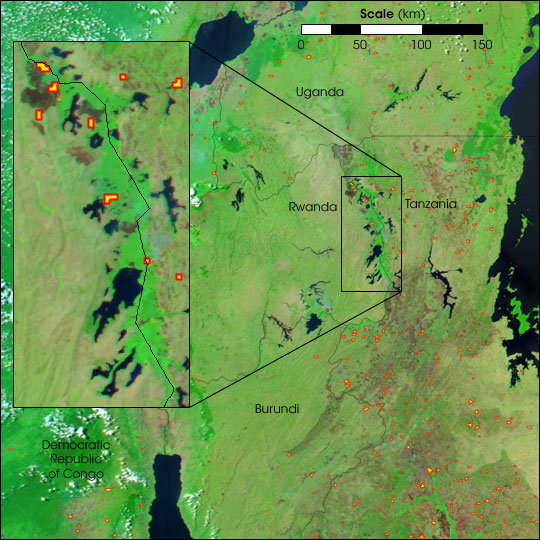
Космічний знімок Іхеми

В озері водяться тиляпії, бегемоти, крокодили. В болотах біля Іхеми розташовані витоки річки Ніл. З 550 видів птахів — рибалочка (Alcedo cristata), китоголов (Balaeniceps rex), жовтоголовий гонолек (Laniarius mufumbiri), баранцеві, ібісові, сивкові, чаплеві, яканові (Jacanidae), яструбові.
Неподалік від Іхеми розташовані руандійські міста Кайонза й Рвамагана.
Основною загрозою для існування озера є розповсюдження водяного гіацинта.